# Lišnice
Lišnice är en ort i Tjeckien.   Den ligger i regionen Ústí nad Labem, i den nordvästra delen av landet, 70 km nordväst om huvudstaden Prag. Lišnice ligger 230 meter över havet och antalet invånare är 182.
Terrängen runt Lišnice är huvudsakligen platt, men österut är den kuperad. Runt Lišnice är det ganska glesbefolkat, med 29 invånare per kvadratkilometer. Närmaste större samhälle är Most, 5,4 km norr om Lišnice. Trakten runt Lišnice består till största delen av jordbruksmark.